# 杉村春子
杉村春子（1906年1月6日—1997年4月4日），本名中野春子，婚後改夫姓成為石山春子，是日本的新劇女演員。

## 生平
出身於廣島縣廣島市，原本在故鄉的女子學校擔任代課老師，後來在築地小劇場觀賞巡迴表演時受到感動，於是成為築地小劇場的研究生。1937年，加入由岸田國士、久保田萬太郎所創立的劇團文學座，從此以後以該劇團為中心，在日本表演界裡相當活躍。但是，1963年時，文學座裡對杉村專橫態度不滿的三島由紀夫、岸田今日子、中村伸郎、芥川比呂志、神山繁、加藤治子等超過半數的團員兩度造成劇團分裂騷動，尤其是芥川比呂志，參加了由福田恆存創立的雲劇團，終生拒絕與杉村同台演出。
除了舞台劇以外，她在電影與電視圈裡也相當活躍，在電影方面，多次在名導演小津安二郎、黑澤明與成瀨巳喜男的片中演出，因為演技好而得到很高的評價，主要則多演出配角。
1974年，與女演員水谷八重子、東山千榮子三人被選為文化功勞者；1995年被提名文化勳章，但她辭退了提名。
1997年4月4日，因胰臟癌病逝於東京都文京區的醫院，享壽九十一歲。

1998年起，為了尊重她的遺志，設立杉村春子獎（杉村春子賞）獎勵表現傑出的優秀新進演員。
2005年，富士電視台拍攝單元劇《女人一代記》，由米倉涼子飾演杉村春子（江澤璃菜飾演其少女時代）。

## 出演作品

### 電影
- 晚春（1949年）
- 麥秋（1951年）
- 飯（1951年）
- 東京物語（1953年）
- 楊貴妃（1955年）
- 野菊之墓（1955年）
- 東京暮色（1957年）
- 早安（1959年）
- 浮草（1959年）
- 小早川家之秋（1961年）
- 釋迦傳（1961年）
- 秋刀魚之味（1962年）
- 怪談（1965年）
- 紅鬍子（1965年）
- 化石之森（1973年）
- 午後的遺書（1995年）

### 電視劇
- 關原（1981年・TBS）
- 冷暖人間（1990年）
- 春天來吧（1994年）

### 舞台
- 女人的一生
- 慾望街車
- 華岡青洲之妻
- 華麗的一族